# 岩手県道208号大ケ生徳田線
岩手県道208号大ケ生徳田線（いわてけんどう208ごう おおがゆうとくたせん）は、岩手県盛岡市と紫波郡矢巾町を結ぶ一般県道である。

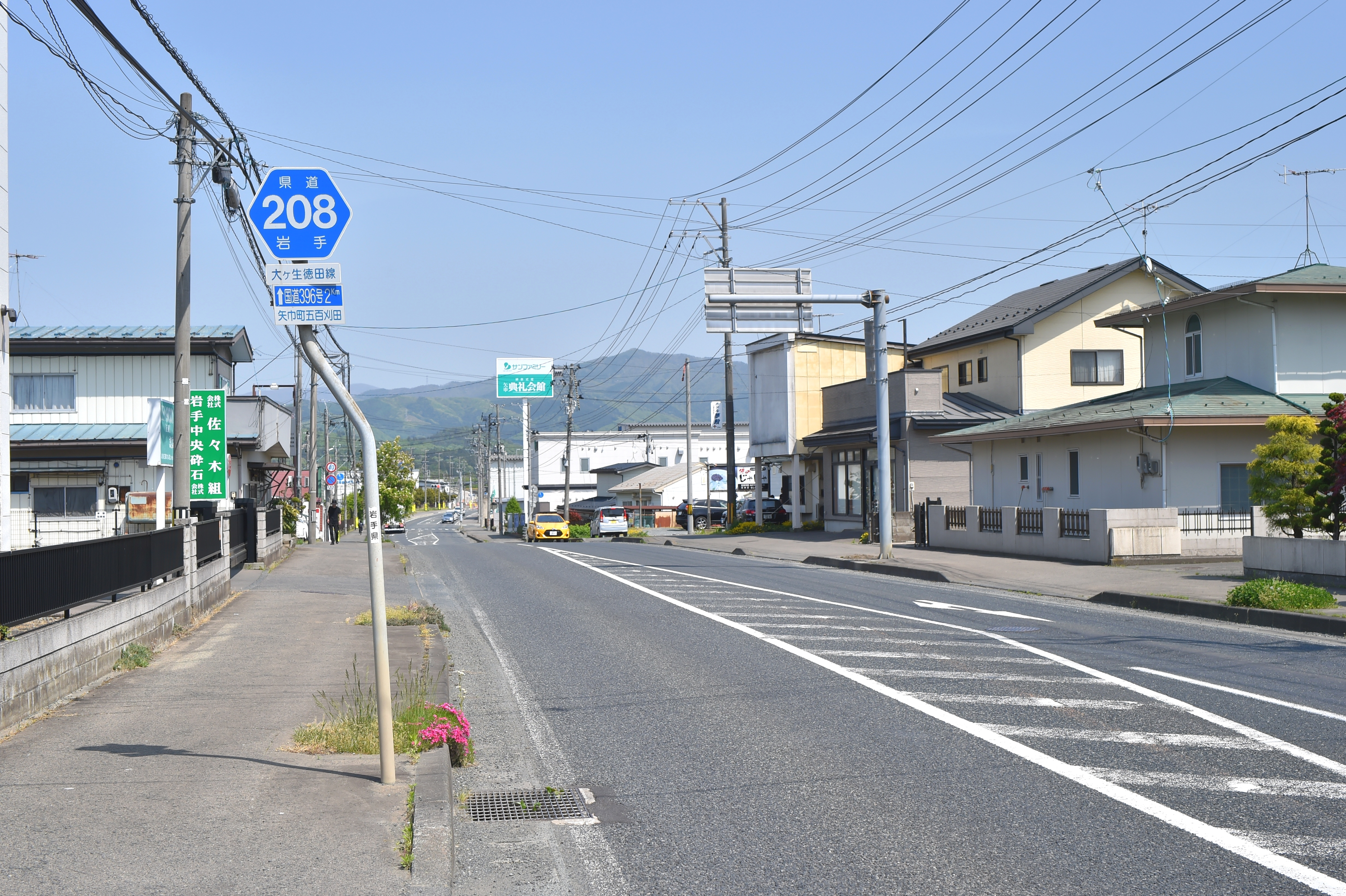
岩手県道208号大ケ生徳田線
矢巾町大字西徳田（2024年5月）

## 概要
盛岡市大ケ生から概ね西の方角へ向かって路線が進み、国道396号に接続する。国道396号と重複して北上し、盛岡市黒川で西へ分岐後に北上川を渡り、矢幅駅入口交差点で国道4号に接続する。

### 路線データ
- 実延長：6,673.2 m[1]
- 起点：盛岡市大ケ生[1]
- 終点：紫波郡矢巾町西徳田[1]（矢幅駅入口交差点、国道4号・岩手県道207号矢巾停車場線交点）

## 歴史
- 1976年（昭和51年）10月1日 - 一般県道に認定される[1]。
- 2024年（令和6年）3月23日 - 徳田橋工区（盛岡市黒川 - 紫波郡矢巾町西徳田、1.2 km）が開通する[2]。

## 路線状況

### 重複区間
- 国道396号（盛岡市乙部29地割 - 盛岡市黒川22地割）

## 地理

### 交差する道路
- 国道396号（盛岡市乙部29地割）
- 国道396号（盛岡市黒川22地割）
- 国道4号・岩手県道207号矢巾停車場線（紫波郡矢巾町西徳田字西前・矢幅駅入口交差点、終点）